# Marechal Hulot
O marechal Hulot é um personagem da Comédia Humana de Honoré de Balzac, nascido em 1766.
Herói das guerras da primeira república, ele aparece em Les Chouans, comandando os dois departamentos de Mayenne e de Ille-et-Vilaine. Neste romance, ele desfaz um complô de conscritos de Fougères para conseguir armas. Reconquista Alençon entre 1798 e 1800. Lá ele descobre que o Gars (alcunha do marquês de Montauran, nobre que perdeu seu título) foi enviado à Bretanha para comandar os revoltosos, chamados chouans.
Nesta época, após uma entrevista com Corentin e Marie-Nathalie de Verneuil, ele assume um disfarce para enfrentar o marquis de Montauran, que estima o suficiente para prometer-lhe salvar seus bens para seu jovem irmão, promessa que o marechal cumpre em La Cousine Bette.
Em 1808, ele participa da Guerra da independência da Espanha, encontrando-se em Madrid. É lá que o cirurgião chefe lhe conta sua história (La Muse du département).
Em 1809, ele é coronel dos granadeiros da guarda e é nomeado conde de Forzheim. A história de suas conquistas é feita tanto em La Cousine Bette quanto no salão de Dinah de La Baudraye em La Muse du département.
De 1830 a 1834, é comandante militar dos departamentos bretões e se torna par da França em 1838.
Grande admirador de sua cunhada Adeline, ele busca ajudá-la em 1841, quando é abandonada por seu marido, o barão Hulot d'Ervy. Nomeado marechal finalmente, ele se instala na rua de Montparnasse. Depois, premido pela família, ele se casa com Élisabeth Fischer, a cruel prima Bette. Quando o marechal Cottin lhe revela a situação de seu irmão, o marechal Hulot reebolsa rapidamente as dívidas de Hector Hulot, o que atrasa seu casamento. Ele morre no mês de agosto deste mesmo ano, quatro dias antes da publicação das proclamas de seu casamento. O irmão do marquês de Montauran lhe vem prestar uma última homenagem, acompanhando seu cortejo fúnebre.
O marquês aparece também em La Vieille Fille